# Kooperativa Förbundet
Kooperativa Förbundet (KF) är en konsumentkooperativ ekonomisk förening som bildades 5 september 1899 på initiativ av Gerhard Halfred von Koch och Axel Rylander. Det är ett förbund för 26 konsumentföreningar i Sverige vilka tillsammans har cirka 3,9 miljoner medlemmar och driver landets drygt 800 Coop-butiker. KF är både en folkrörelse och ett affärsföretag.

## Historia

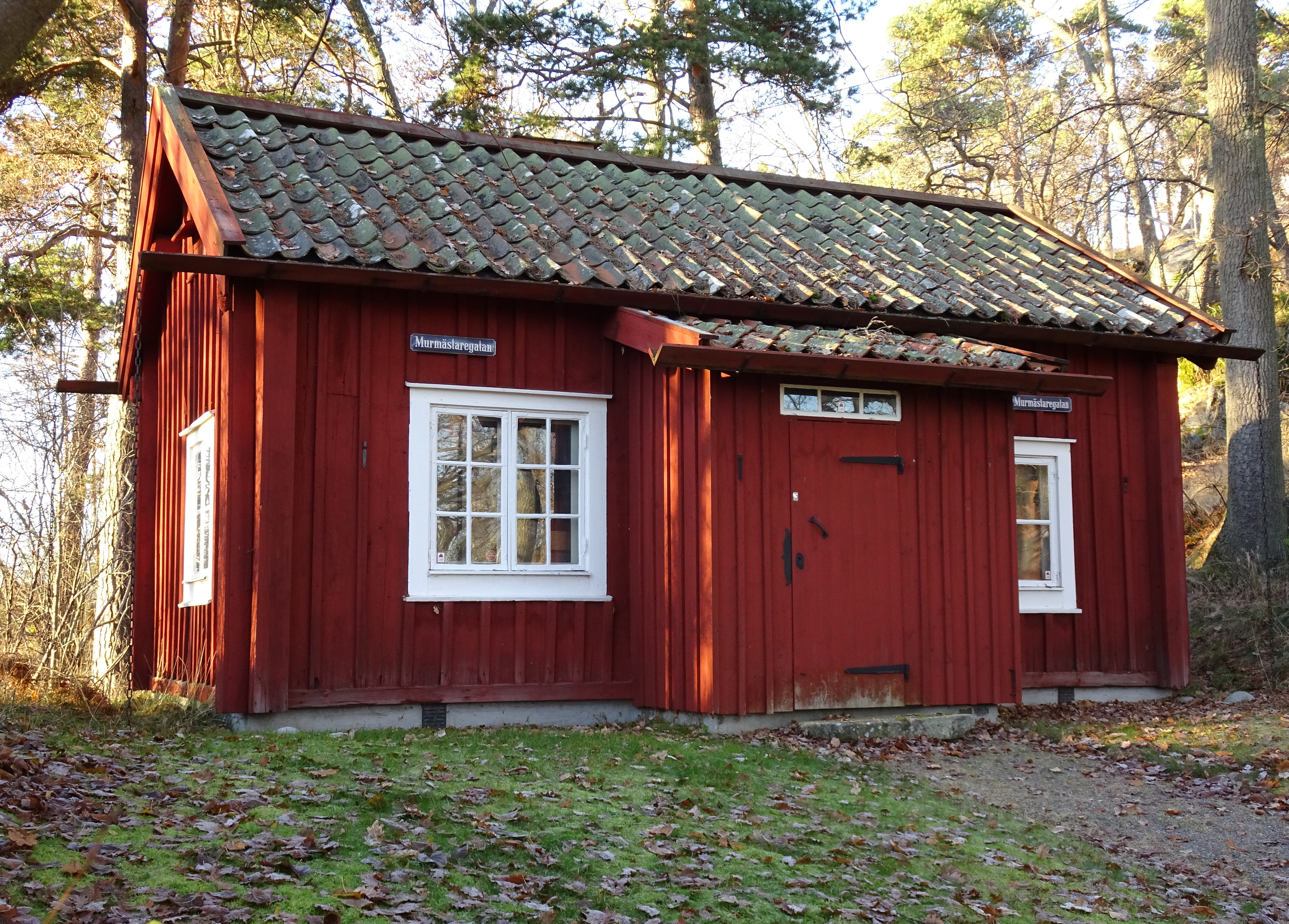
Till Vår Gård flyttades 1945 en liten röd stuga i vilken landets första kooperativa butik låg.

De kooperativa idéerna hade förekommit sedan slutet av 1700-talet, och tagit fart under början av 1800-talet i främst England (konsumentkooperation), Schweiz (konsument- och producentkooperation), Danmark (producentkooperation) och Tyskland (bankkooperation). Även i Sverige hade kooperativa initiativ förekommit sedan 1800-talets början, med exempel som Länsförsäkringar (1801) och hushållningssällskapen (1790-talet). Under 1880-talet spred sig de kooperativa idéerna runt om i Sverige av Ringrörelsen där Lars Olsson Smith ingick. Rörelsen dog ut under 1890-talet men bidrog till att sprida kooperationen och att personer blev kooperatörer.
Till en början stod kooperationen i konflikt med arbetarrörelsen som såg kooperationen som kopplat till liberalismen och frisinnade konservativa. Bland annat Axel Danielsson bidrog till att ändra uppfattningen och att arbetarrörelsen tog kooperationen till sig. Intryck togs från Belgien där en socialistisk kooperativistisk rörelse vuxit sig stark som kontrast till den brittiska. I sin strävan att höja arbetarnas bildning kom Axel Rylander i kontakt med den kooperativa rörelsen, framför allt i Belgien. 1893 försökte han bilda en kooperativ förening i Stockholm, men det misslyckades först. Till sist bildades A.B. Arbetarnes konsumtionsförening 1895 och dess första butik öppnade 1897. Rylander blev föreningens föreståndare 1898.
Axel Danielsson, som tog till sig den brittiska Rochdalekooperationen helt och hållet 1897, blev den avgörande kraften för arbetarrörelsens accepterande av kooperationen. Han skrev flera artiklar där han förespråkade kooperationen. I Malmö bildades föreningen Pan med Olof Persson som ledare. Vid samma tid började lantbruksinspektorn Gerhard Halfred von Koch att intressera sig för kooperationen och gjorde studieresor till Storbritannien. Efter detta kom han att börja propagera för kooperationen genom att turnera i Sverige. Han kom nu också i kontakt med Rylander som anslutit sig till Rochdaleprincipen.

### Kooperativa förbundet bildas

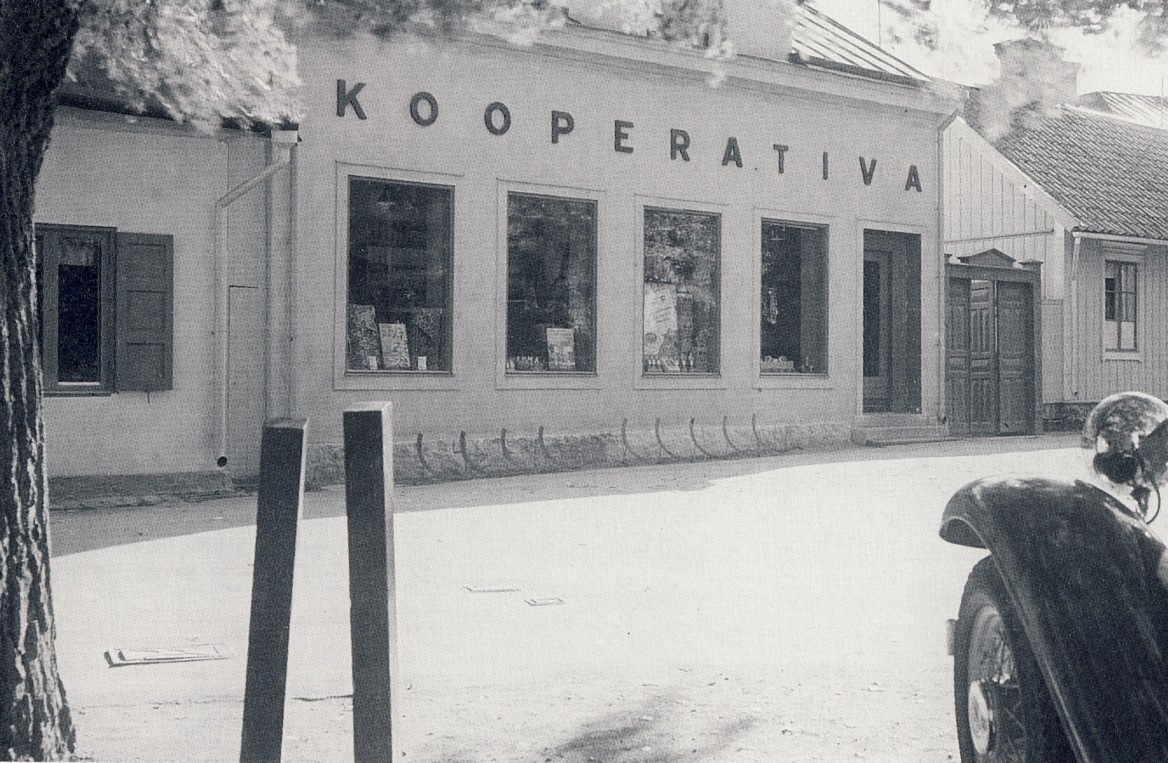
Sigtunas kooperativa handelsbutik, cirka 1930.

Axel Rylander tog tillsammans med Gerhard Halfred von Koch initiativet till den kongress som resulterade i bildandet av Kooperativa förbundet 1899. Den 4 september 1899 samlades 44 representanter från 41 föreningar till en tre dagar lång "allmän kooperativ kongress" i Stockholm. Av ombuden var 17 liberaler, 15 socialdemokrater och 4 konservativa. Det skedde efter en inbjudan av de kooperativa föreningarna Pan i Malmö, Fram i Göteborg och AB Arbetarnas konsumtionsförening i Stockholm. Initiativtagare till kongressen var de ledande personer för respektive förening: Rylander (Stockholm), Olof Persson (Malmö) och Anders Lindblad (Göteborg). Inledningsvis hölls von Koch utanför initiativet men vid kongressen utsågs von Koch till förbundssekreterare. Det första mötet ägde rum på restaurangen Gamla Runan på Brunkebergstorg 15 i Stockholm.
Bildandet skedde som ett led i den vid tiden växande arbetarrörelsen och försök från bland annat fackförbund och flera politiska partier att göra affärsinnehavarens ställning mot kunderna mer moralisk. De principer som KF satte upp för sin verksamhet kan bland annat anses spegla de problem som man från arbetarrörelsen såg med den konventionella dagligvaruhandeln. Förbudet mot köp på kredit var härvid en av de viktigaste principerna, då kreditköpen ofta försatte fattiga i ett slags livegenskap hos den lokale handlaren när lönen enbart räckte till att betala redan förfallna krediter. Att vinsterna skulle gå tillbaka till kollektivet var även det ett bärande mål. I verksamhetsberättelsen återfinns följande formulering: "Låtom oss tydligt och klart se att den rörelse vi arbetar uti icke är någon vanlig krämarrörelse, utan ett ekonomiskt system vars främsta mål måste vara en lyckligare mänsklighet." De konsumentkooperativa föreningarna hade vid början av 1900-talet 8 900 medlemmar. Under de första åren hade föreningar problem med ekonomin: de motarbetades ofta och fick bara affärslokaler utanför centrum.
1904 togs ett viktigt steg när KF blev en agenturrörelse där varor förmedlades från fabriker till konsumentföreningarna. 1904 hade KF 57 föreningar som medlemmar och 1920 hade antalet ökat till 920. Även om rörelsen kom att vara nära arbetarrörelsen och under de första decennierna bäras upp av industriarbetarnas engagemang var och är rörelsen politiskt neutral. Kooperativa Förbundet hade nära kontakt med Socialdemokraterna där Per Albin Hansson, Tage Erlander och Olof Palme deltog som talare på KF:s kongresser.
Samma år valdes Martin Sundell in i KF:s styrelse och blev 1905 förbundssekreterare för KF och redaktör för den av honom nystartade tidningen Kooperatören. Den förut planlösa och pessimistiska konsumentrörelsen i Sverige fick genom Sundell struktur och klara principer. Bland annat såg han till att kravet på kontant betalning skrevs in i stadgarna och att demokratisk styrelseprincip skulle gälla. Sundell var även övertygad om att kooperationens idé skulle lyckas om man hade med sig kvinnorna, som ju huvudsakligen skötte inköpen till hushållen. Han startade därför den 11 november 1906 det första kvinnogillet i Eskilstuna, och året därpå grundade han tillsammans med sin fru Ester "Kooperativa kvinnogillesförbundet". Kooperativa Förbundets kongress beslutade 1905 att bilda en kooperativ brandförsäkringsanstalt. 1908 bildades Samarbete som senare blev Folksam.
1911 flyttade KF till sitt huvudkontor i Stadsgården i Stockholm. 1912 grundade Kooperativa Förbundet tillsammans med LO och Socialdemokraterna, Arbetarnas bildningsförbund. 1916 gick konsumentföreningen Svenska Hem ihop med det då nystartade Konsum Stockholm. Samtliga Svenska hem-butiker bytte därefter namn eller lades ner. Det första reguljära numret av KF:s tidskrift Konsumentbladet utkom 1914. 1937 byter den namn till Vi. 1917 omorganiserades KF genom inrättandet av ett förvaltningsråd med 22 ledamöter. Detta ersatte det ursprungliga systemet med att utse styrelsen på kongressen. Under första världskriget fördubblades medlemsantalet. I början av 1920-talet följde grundandet av Svenska hushållsföreningen som ansvarade för bildandet av föreningar och att bygga butiker.
1918 bildades Nordisk Andelsforbund (NAF) på svenskt initiativ av konsumtionsföreningarnas centralorganisationer i Danmark (FDB), Norge (NKL) och Sverige (Kooperativa Förbundet). Nordiskt andelsförbund var ett gemensamt företag för att köpa in varor på världsmarknaden. Ett konsumentkooperativt program formulerades 1919 av KF:s Anders Örne. 1919 grundades Brevskolan under namnet Kooperativa Förbundets korrespondensinstitut. Harald Elldin var chef för korrespondensskolan 1918–59 och rektor för Vår Gård 1924–59. 1927 startade KF:s bibliotek sin verksamhet.

### Konsum

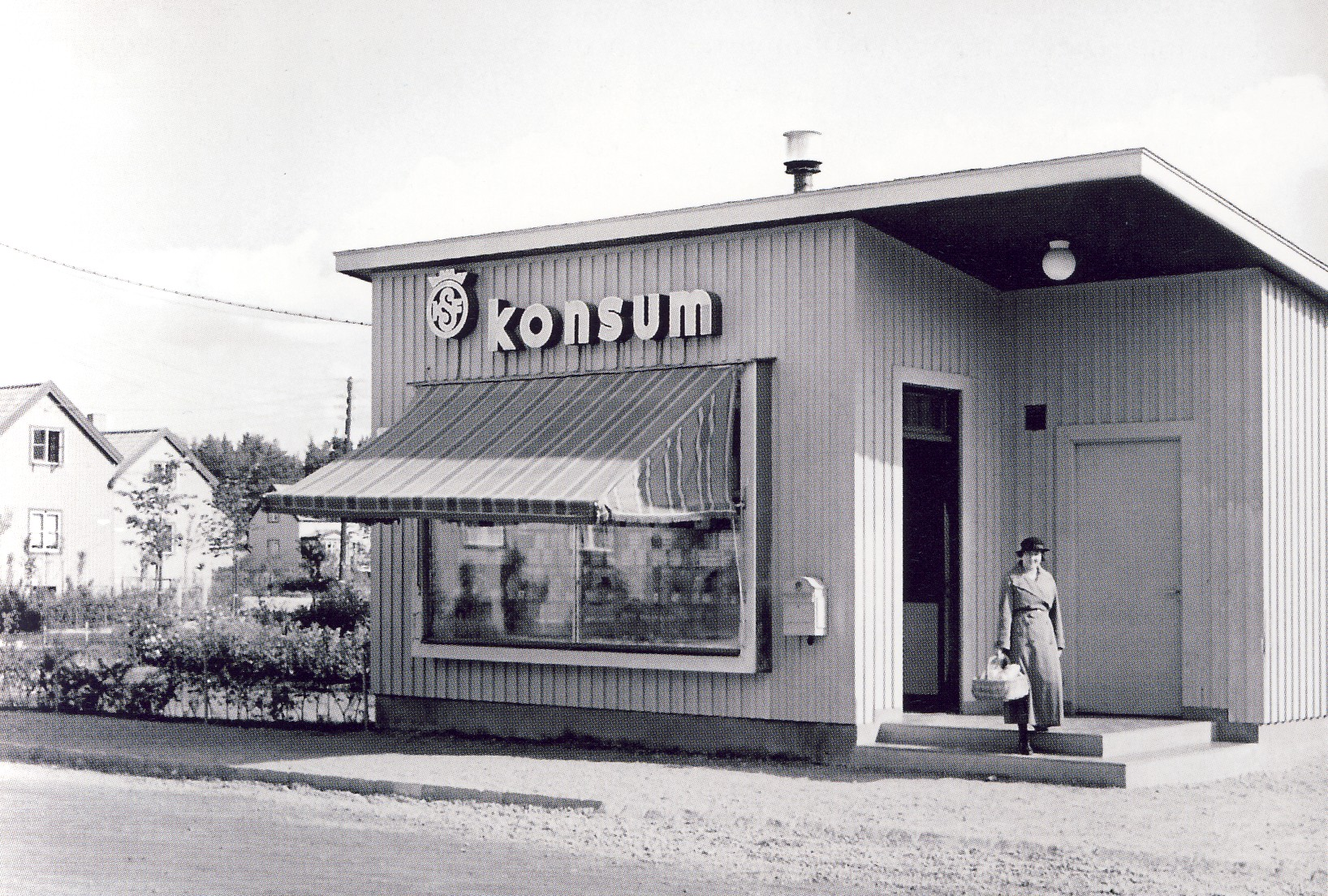
Konsumbutik i Svedmyra 1934.

Konsum var under stora delar av 1900-talet det huvudsakliga namnet för butiker inom kooperationen, även om det förekommit andra butiksnamn både lokalt (till exempel Solidar i Malmö) och nationellt. Konsum kom under första halvan av 1900-talet att förknippas mycket med konsumbilarna, som var ambulerande mataffärer. De lokala handlarna blev irriterade över att förlora kunder och det faktum att konsumbilarna kunde ha ett betydligt större upptagningsområde, vilket medförde billigare inköp för Konsum och pressade priser.[källa behövs] De gamla klassiska lanthandlarna blev därför ofta i bygder där arbetarrörelsen var stark enbart en form av servicebutik för sporadiska inköp, då de stora inköpen skedde veckovis hos Konsum.[källa behövs] Detta ledde i slutändan till att många lanthandlare fick upphöra med sin verksamhet och bygden stod helt utan dagligvarubutik.[källa behövs] Inköp hos Konsum var i äldre tider ofta starkt förknippat med partitillhörighet, där socialdemokrater uppmuntrades att vara solidariska och handla hos Konsum medan personer åt höger ofta aldrig kunde tänka sig att handla hos kooperationen.[källa behövs]

### KF:s egen produktion

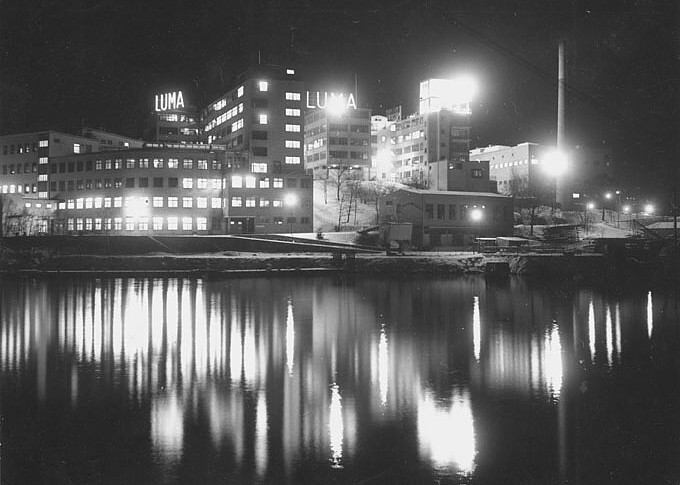
Lumafabriken.

Under Albin Johanssons tid som högste chef 1924–1957 blev KF landets största konglomerat. Han var under samma period även styrelseordförande i de bolag KF ägde. Johansson förverkligade målmedvetet KF:s industriplaner och satte sig själv noggrant in i såväl de tekniska som ekonomiska frågeställningarna. Johansson låg också bakom det nordiska och internationella samarbetet inom konsumentkooperationen. Förutom KF:s produktion hade många av de kooperativa föreningar egen produktion (bland annat bagerier och charkuterier).
KF kom att ha en stor egen produktion av konsumtionsvaror såsom kaffe (Cirkelkaffe) och glödlampor (Luma). Målet var att kunna sänka priserna på varorna med egen produktion och utmana kartellbildningar. Den egna tillverkningen inleddes 1909 då en margarinfabrik i Vänersborg köptes i samband med Margarinstriden. Sveriges Minuthandlares Riksförbund lyckades i ett försök att bekämpa Kooperativa Förbundet förmå margarinfabrikanterna att upphöra med sina leveranser av margarin till de kooperativa affärerna. KF avgick med segern genom att köpa Vänersborgsfabriken. 1921 följde en margarinfabrik i Norrköping. Köpen innebar en sänkning av margarinpriserna. KF:s eget margarinmärke gavs namnet Eve, förkortning för Extra Vitaminberikat. KF startade senare även tillverkning av vegetabiliska oljor i Karlshamn genom bolaget AB Karlshamns oljefabriker. Fabriken levererade bland annat till KF:s margarintillverkning. År 1912 hade landets storkvarnar bildat en statsstödd kartell som försäkrade ägarna om goda vinster. Det gjorde att Kooperativa Förbundet började intressera sig för att driva kvarnverksamhet i egen regi och från 1922 ägde KF Kvarnen Tre Kronor på Kvarnholmen i Nacka. 1925 inköptes kvarnen Tre lejon i Göteborg. År 1939 inköptes Gissleberga kvarn i Skåne.

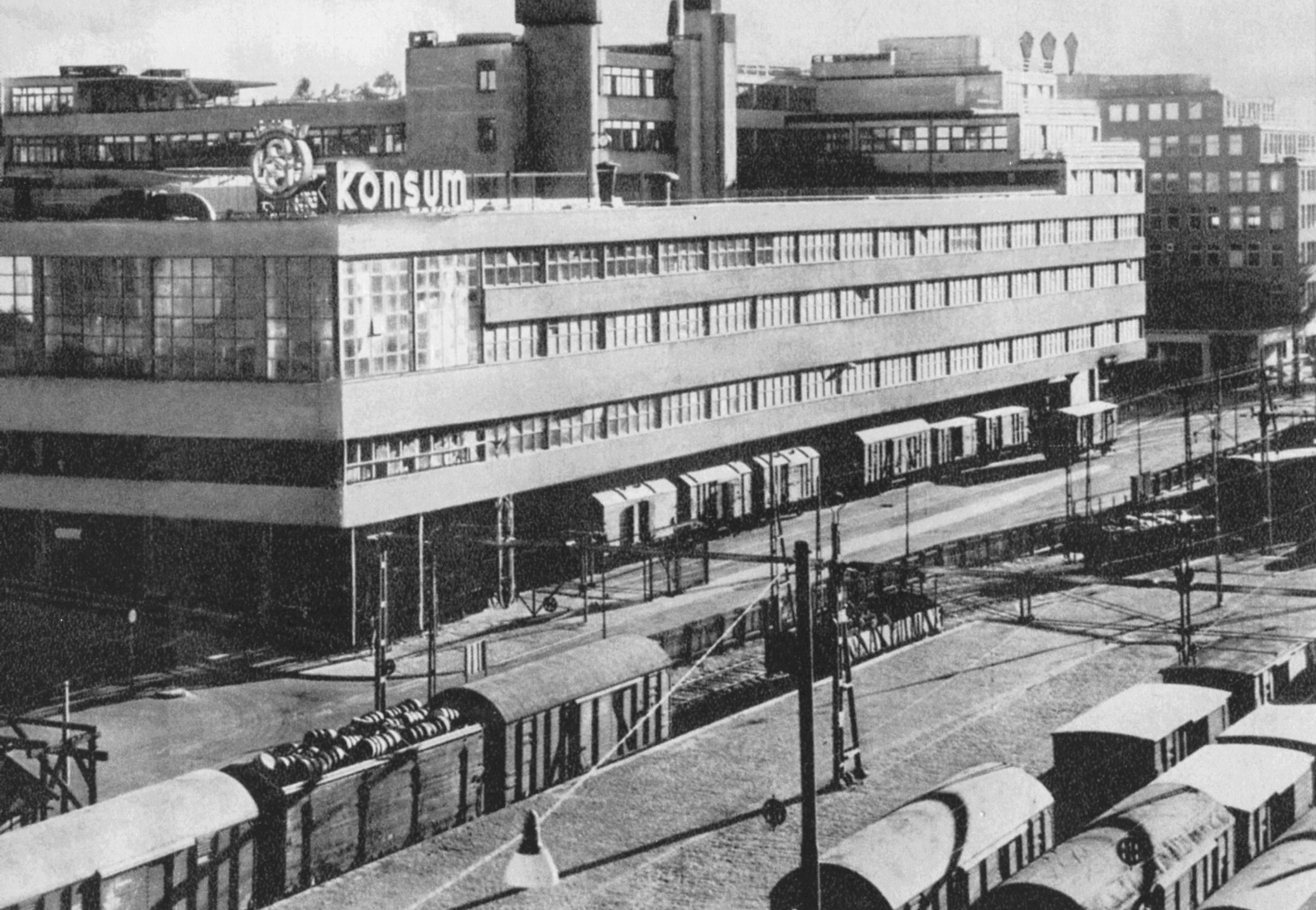
KF:s centrallager i Stockholm 1962.

I fallet med gummi ville KF utmana Galoschkartellen, gummibolagens priskartell. Resultatet blev att KF kunde sänka priserna drastiskt och försäljningen ökade. 1927 förvärvades företaget Svenska Gummifabriks AB (Gislaved Däck) som var i KF:s ägo fram till 1992. KF ägde även Viskafors gummifabrik 1933–1938.
År 1931 bildades "Kooperativa kafferosterierna" av KF och Konsum Stockholm. I ett led att kunna erbjuda sina kunder egna produkter och varumärken lanserade KF 1932 Cirkelkaffe. KF hade under en period tre stora kafferosterier.
Samma år startade tillverkningen av lampor i Lumafabriken i Stockholm. 1931 började KF därtill tillverkningen av kassaregister under varumärket Hugi som konstruerats av civilingenjören Birger Högfors. Hugin Kassaregister AB blev KF:s första exportprodukt. KF grundade Hugin då det bara fanns en leverantör av kassaregister, amerikanska National Cash Register (NCR).
1935 följde övertagandet av varuhuset PUB i Stockholm och 1937 förvärvades Gustavsbergs porslinsfabrik. Gustavsberg kom att växa till en VVS-koncern där bland annat AB Centrifugalrör ingick. I köpet ingick även samhället, lantbruk, skogar och rederiverksamhet. 1942 övertog Konsumentföreningen Stockholm Wårby Bryggerier. Kooperativa Förbundet anlade 1942 en fabrik, Svenska Rayon-aktiebolaget, för tillverkning av viskos. Vid anläggningen tillverkades först rayonsilke och senare även rayoncord för användning i bildäck. KF kunde efter andra världskrigets slut köpa tyskägda konkurrenter genom statliga Flyktkapitalbyrån. KF blev därmed ägare till glödlampstillverkaren Osrams svenska dotterbolag och kemi-tekniska Henkel-Helios (tillverkning av bland annat tvättmedel under varumärket Persil). KF köpte även Strebelverken i Västervik. Till annan tillverkningsindustri inom KF kan nämnas skotillverkning (Örebro), fruktförädling (Björnekulla), tvättmaskinstillverkning (Verkstads AB Calor), textilindustri med tillverkning i Kättilstorp, Vinslöv, Sala (Slitman arbetskläder), Flen och Norrköping, möbeltillverkning (Lammhult) och vågar (Lindells vågfabrik och Stathmos). Kooperativa Förbundet ägde tidigare även trucktillverkaren BT som grundats tillsammans med HSB.

### Vår Gård och KF:s Provkök

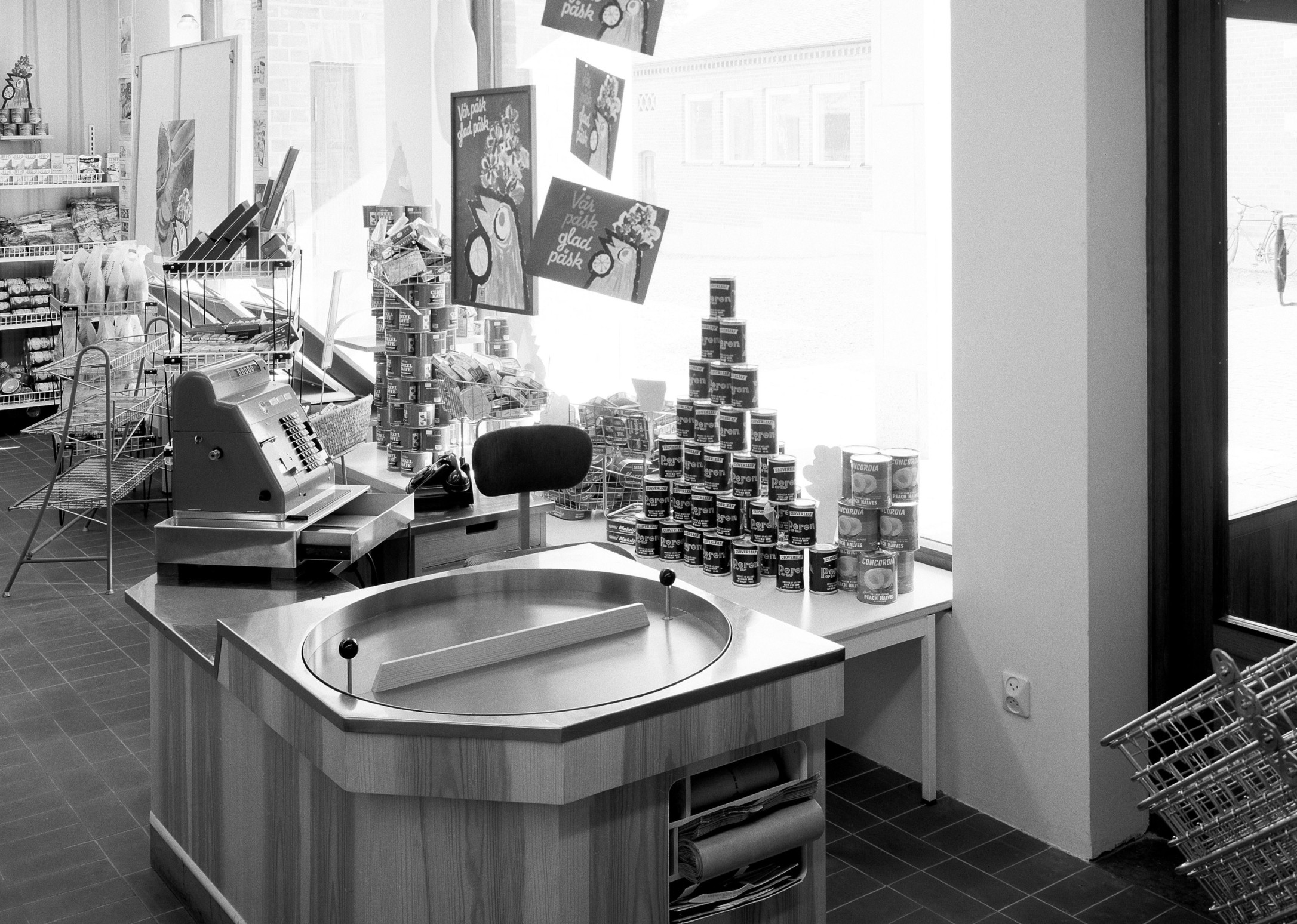
Övningsbutik på Vår Gård.

Vår Gård är en av Kooperativa Förbundet ägd konferensanläggning i Saltsjöbaden. Områdets första del förvärvades 1926 och har sedermera utvidgats i flera omgångar. Vår Gård användes tidigare för kursverksamhet inom Kooperativa Förbundet, med utbildning av butikspersonal och chefer. Rochdalemonumentet ligger i närheten och uppfördes 1944 som en del av 100-årsfirandet av konsumentkooperationen. I samband med firandet lät KF även producera filmen Vi behöver varann.
KF:s Provkök startades 1943 i ett fönsterlöst rum på plan 6 i KF-huset i Stockholm som en underavdelning till Husmodersavdelningen. 1946 blev provköket en självständig enhet med Anna-Britt Agnsäter som chef. Vår kokbok gavs ut första gången 1951 av KF:s Provkök. Matpyramiden introducerades av KF:s Provkök efter idé av Agnsäter.

### KF-huset

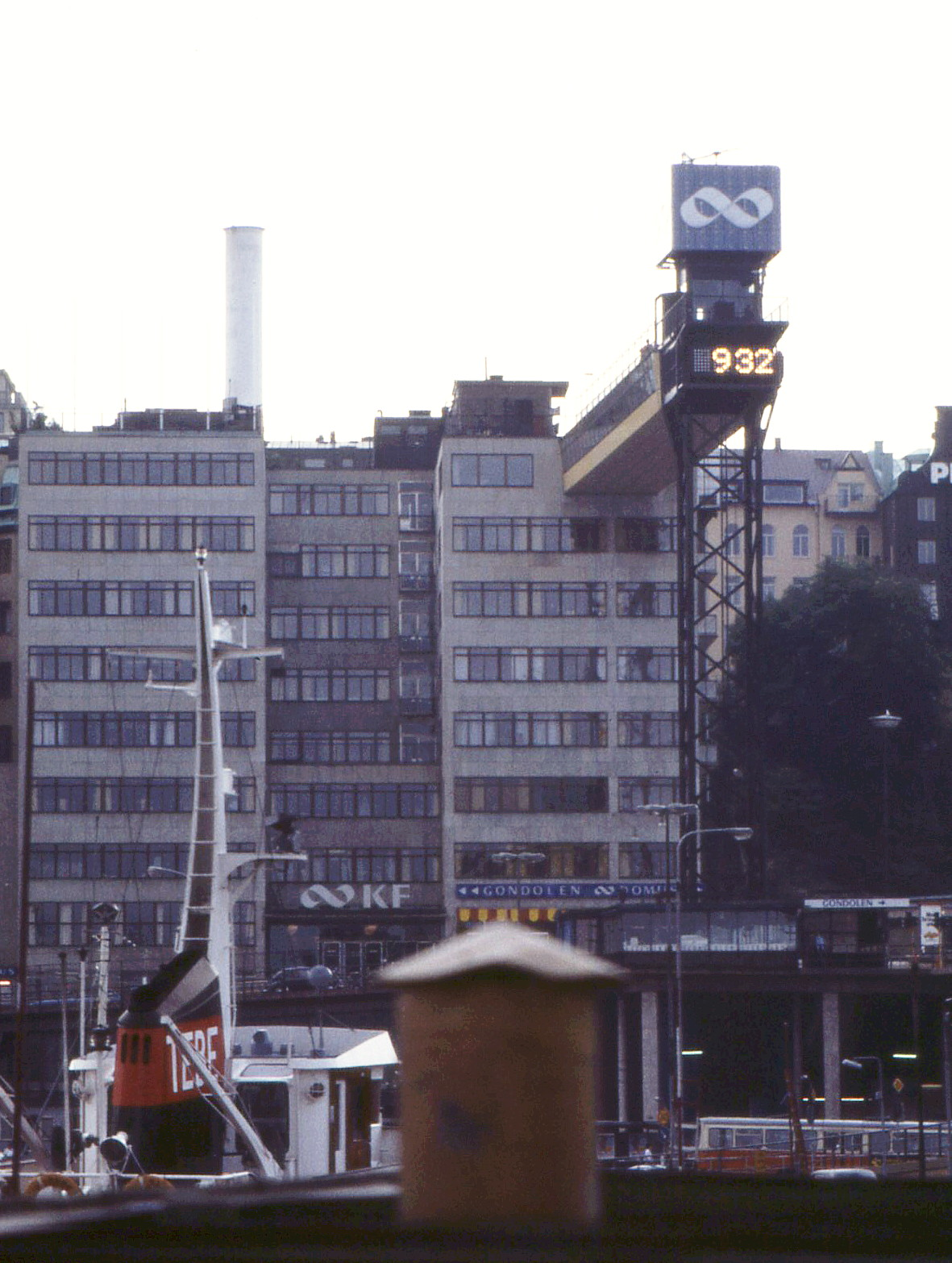
KF-huset och Katarinahissen 1978.

Kooperativa Förbundets huvudkontor uppfördes 1934–1936 ihophängande huskroppar klädda i ljus marmor och ritat i en funktionalistisk arkitekturstil av arkitekterna Eskil Sundahl och hans kollega Olof Thunström på förbundets eget arkitektkontor, Kooperativa förbundets arkitektkontor (KFAI), där Sundahl var chef. Sundahl och Thunström skapade ett tidigt exempel för arkitektur som marknadsföring, som förstärks genom det framträdande skyltläge mot Saltsjön och Gamla stan. Tillsammans med den då nyss färdigställda Slussenkarusellen blev hela området en symbol för Sveriges framstegsoptimism. Under många år fanns ett "Special-Konsum" i byggnaden närmast Slussen, namnet ändrades till Kvickly 1964 och ett år senare till Domus, som numera är nedlagd (se Domus, Slussen).
Sveriges oljekonsumenters riksförbund, OK, bildades på initiativ av Kooperativa Förbundet 1945. Den första renodlade snabbköpet i Sverige öppnades i Stockholm 1947 då Konsum Stockholm öppnade en självbetjäningsbutik vid Odengatan som fick namnet Konsum Snabbköp. Det första varuhuset med självbetjäning för specialvaror blev Forum i Uppsala 1953. KF:s Stig Wiberg fick i uppdrag att utveckla snabbköpskoncpetet och landets första varuhus för självbetjäning följde i Kumla och Hallsberg. I Hallsberg öppnade även den allra första självserveringen.

### Centralisering
Från slutet av 1950-talet startade en centralisering av KF sedan förbundet identifierat problem med sin struktur gentemot konkurrenterna som kunde utnyttja stordriftsfördelar. Utvecklingen fick sin start under Harry Hjalmarsson som blev VD 1957. Hjalmarsson drev igenom en omstrukturalisering med stordrift som mål. Omdaningen proklamerades bland annat med skriften "Vi ser om vårt hus" (1957) och flera utredningar tillsattes kring strukturen. Utvecklingen innebar att makten över verksamheten efterhand flyttades över från föreningarna till centralorganisationen KF. KF fick större inflytande över vad som skulle säljas än tidigare då föreningarna haft stor egen frihet att välja sitt sortiment. I slutet av 1960-talet upphävdes regeln om att KF själva inte fick driva detaljhandeln.

### Domus och stormarknader

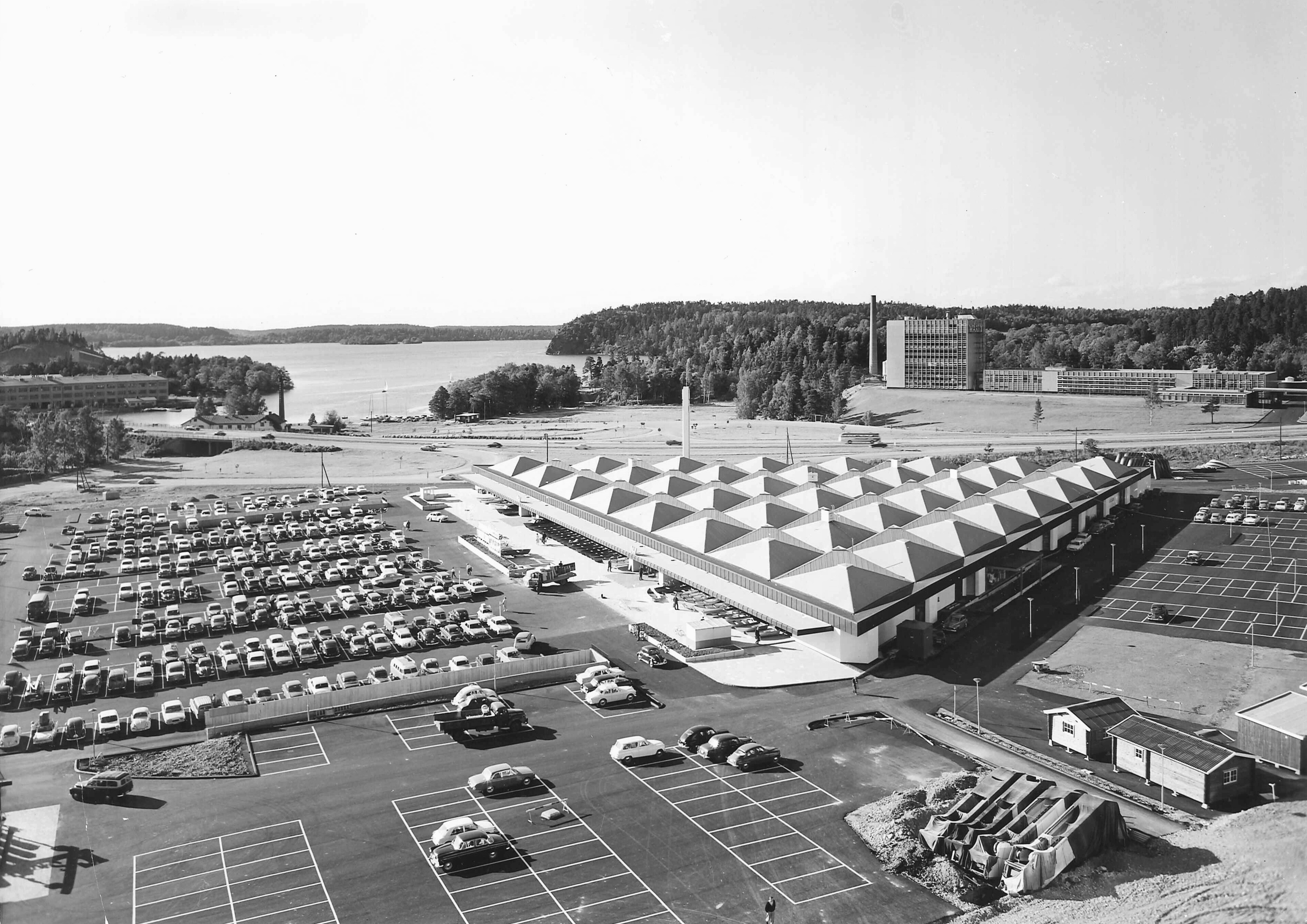
Obs! Vårby 1963. I bakgrundens syns Wårby Bryggerier.

1956 blev Domus det gemensamma namnet på varuhusen inom kooperationen. Det första Domus-varuhuset öppnade i Katrineholm 1956. Därefter steg antalet Domusvaruhus och som mest fanns det över 200 enheter. Gamla hus revs för att ge plats åt de nya, stora varuhusen. San Remo bageri var Kooperativa Förbundets storbageri i Västberga industriområde i södra Stockholm, vilket startade sin tillverkning 1959. Kooperativa Förbundet startade en tvättomatkedja på 1950-talet. Bokförlaget Rabén & Sjögren köptes upp av Kooperativa Förbundet 1959. Kooperativa Förbundet var en av ägarna till resebyråkedjan Reso AB. Det stora antalet medlemsföreningar, på 1950-talet var de nära 700 stycken, innebar en inbördes konkurrens och efterhand kom KF att arbeta aktivt för att minska antalet föreningar genom sammanslagningar. 1969 var antalet medlemsföreningar 246 samtidigt som antalet personer som var medlemmar ökade. 1990 var antalet medlemsföreningar 132 och antalet medlemmar 2,1 miljoner.
År 1963 öppnade Kooperativa Förbundetets första stormarknad i Sverige, det var Obs! Stormarknad, Vårby, som låg med bra skyltläge intill den nybyggda motorvägen (Södertäljevägen, E4/E20). Förebilden var de amerikanska "supermarkets" och KF kallade sin anläggning "rabattvaruhuset" med 7–10% lägre prisnivå. Konceptet fick sedermera efterföljare runtom i Sverige. 1970 stod det nya Kafferosteriet i Gäddviken klart. 1969 grundades textiltillverkaren Vinetta AB (idag uppdelat i Woolpower och Triconor) i Östersund som utvecklade och tillverkade produkter i ullfrotté. Vinetta såldes 1987 till nederländska Altamon BV.

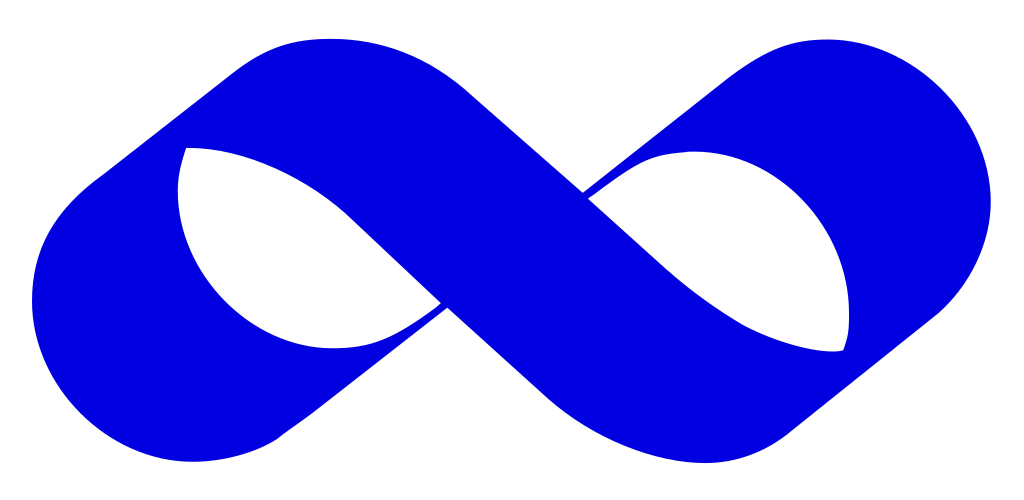
Kooperativa Förbundets logotyp 1967–1995 skapades av KF-ägda Annonsbyrån Svea.

KF:s symbol, oändlighetstecknet, går tillbaka till den internationella kooperativa kongress som arrangerades i Stockholm 1957. I samband med kongressen arrangerade kooperativa förbundet utställningen Utan gränser vid Mosebacke torg i Stockholm. Ansvarig för utställningen var David Westman på KF:s dotterbolag Annonsbyrån Svea. Annonsbyrån tog fram oändlighetstecknet som symbol både för utställnigen och kongressen. Utan gränser var ett initiativ av Mauritz Bonow och fungerade som utgångspunkt för en stödinsamling till U-länder och för att utveckla kooperation i fattiga länder. Detta utvecklades senare till Kooperation Utan Gränser som idag heter We Effect. 
År 1964 påbörjade Annonsbyrån Svea arbetet med en ny logotyp för KF. Björn Pettersson på Svea tog fram kongressymbolen som utgångspunkt för arbetet. Den som slutligen formgav symbolen var formgivaren Paul Persson. Den liggande åttan, också kallad möbiusbandet, lanserades som KF:s nya logotyp 1967. Projektet hade kostat 12 miljoner kronor och målsättningen var att hela svenska folket skulle känna igen den och förknippa den med KF, samt att den skulle signalera köptrygghet.
Servus var en butikskedja tillhörande Kooperativa Förbundet som började sin verksamhet omkring 1970. 1975 beslutade KF starta Kooperativa Institutet för att sprida kunskap om Kooperationen. Sven-Åke Böök blev institutets förste chef. 1975 blev Karl Erik Persson ny VD efter John Sallborg som omkommit i en bilolycka. 1976 antog KF ett konsumentkooperativt handlingsprogram.

### Omstruktureringar

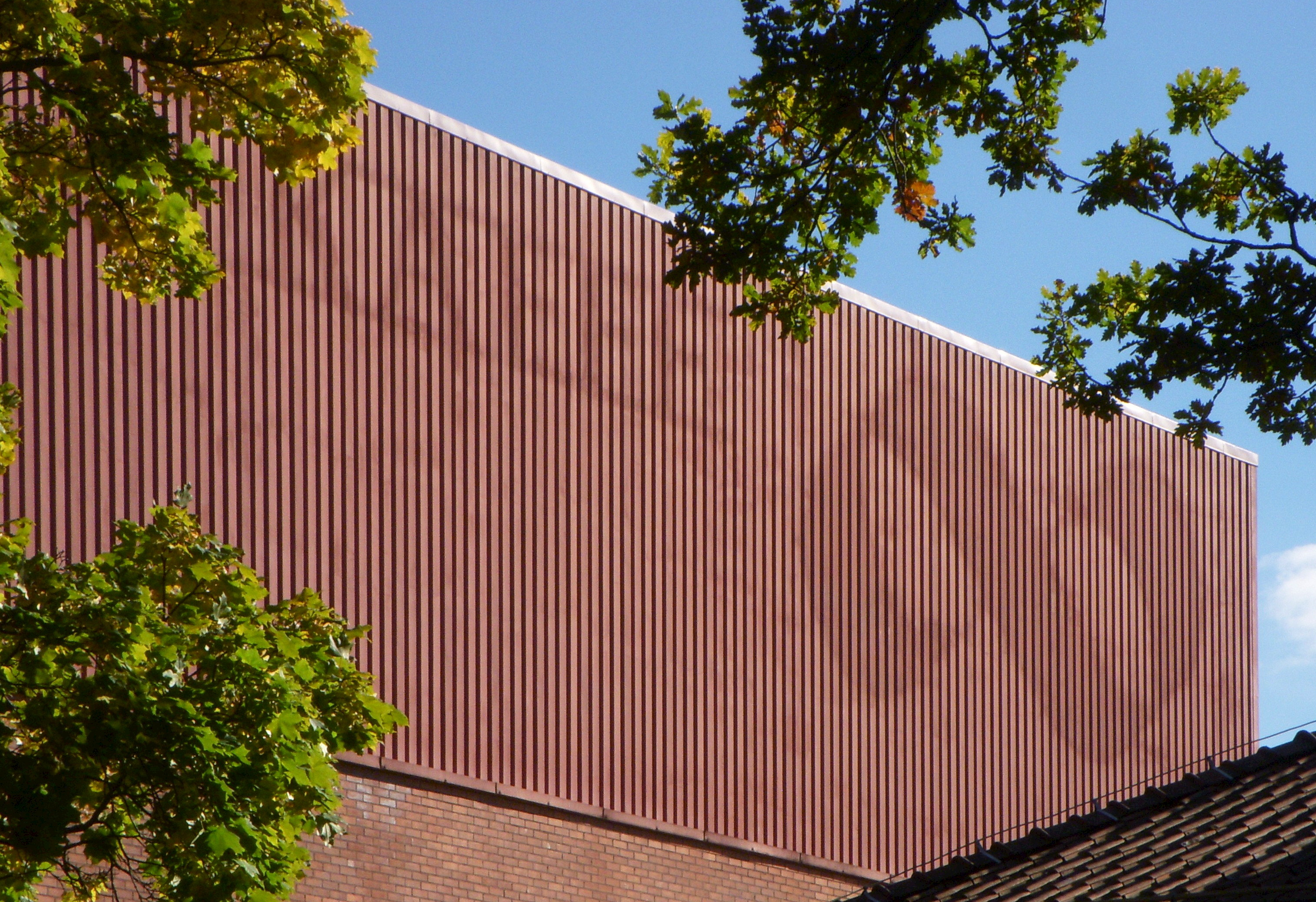
Kafferosteriet, Gäddviken, än syns KF:s logo och texten "Cirkelkaffe", oktober 2013.

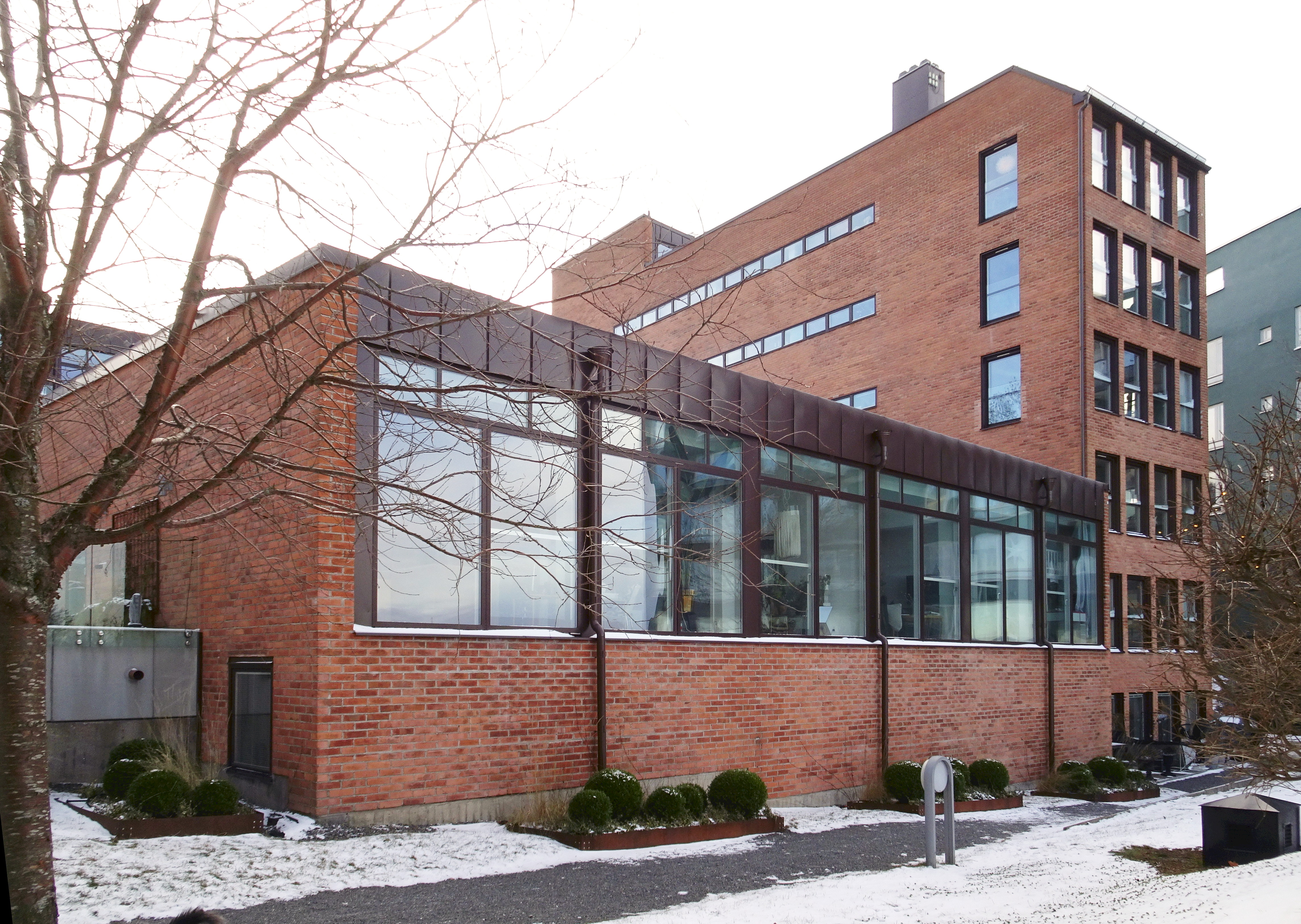
Gomanhuset, tidigare KF:s livsmedelslabb i Henriksborg, Nacka, 2022.

KF:s industrier, varuhus började få problem med lönsamheten. Ett stort antal av KF:s medlemmar drabbades i slutet av 1970-talet av ekonomiska problem och uppnådde inte försäljningsmålen. KF-chefen Karl Erik Persson meddelade 1977 från riksstämman i Stockholm att över 1 000 olönsamma Konsumbutiker måste bli närbutiker med starkt begränsat sortiment och högre priser. 1977 hade KF 40 000 anställda och 170 konsumentföreningar var ägare. Bland butikerna återfanns 1759 Konsum och Servus, 169 Domus (Domus-Pub) och 17 stormarknader (Obs!). 1977–1978 lanserade KF baskläder och basmöbler. Året därefter började försäljningen av blåvita varor. Produkterna såldes enbart i KF:s butiker och skulle vara billigare än andra varor. 1981 infördes Coop som varumärke som skulle ersätta flera olika varumärken som användes på produkter tillverkade av och för kooperationen.
Att komma till insikt om problemen kom att ta lång tid. De ekonomiska bekymren fortsatte under hela 1980-talet, de mest akuta problemen kom att lösas med bland annat försäljning av fastigheter. 1984 blev Leif Lewin ny vd. Kraven på strukturförändringar föranledde att KF började sälja av eller lägga ned sina industrier runt om i Sverige. Kvarnen Tre Kronor, som vid denna tidpunkten ingick i KF:s kvarnföretag Kvarn AB Juvel var en av de första att läggas ned. Beslutet om nedläggning kom 1990 och 1992 var verksamheten helt avvecklad. Kvarnen Tre Lejon i Göteborg, som kom att bli en av KF:s sista egna industrier, lades ned 2001 i samband med att Juvel såldes till Cerealia.
De tre största föreningarna: Stockholm, Solidar (Malmö) och Väst visade alla förluster under 1989. Under 1980- och 1990-talet såldes flera verksamheter. 1988 såldes tidningen Vi som grundats av Kooperativa Förbundet 1904 som Kooperatören och senare hette Konsumentbladet. 1989 förvärvades Wårby Bryggerier av Spendrups Bryggeri AB. 1990 såldes disktrasetillverkaren Wettex AB till Freudenberg & Co (Vileda) och även lamptillverkningen Luma (1991) och däcktillverkaren Gislaved (1992) såldes. 1994 följde försäljningen av Nordchoklad AB som blev Candelia AB och Annonsbyrån Svea. Kafferosteriet vid Gäddviken lades ned 1994 samtidigt som KF överlät varumärket Cirkelkaffe till Kraft Foods. 1994 såldes Gustavsbergs porslinsfabrik till holländska Koninklijke Sphinx. Försäljningarna låg i linje med en ny linje inom KF, företaget ville nu koncentrera sig på detaljhandeln och inte splittra sig på många fabriker inom skilda sektorer.
1988 sålde Hugo Josefsson postorderföretaget Josefssons till KF. KF köpte även Akademibokhandeln, Stor&Liten, Kappahl och City Stormarknad. Goman-Produkter bildades i början av 1990-talet då flera av konsumentkooperationens charkuterifabriker i Sverige gick samman. I början av 1990-talet överlät de fem största konsumentföreningarna (Stockholm, Norrort, Svea, Väst och Solidar) sin butiksverksamhet till KF. B&W förvärvades 1992 av Kooperativa Förbundet. Robin Hood hette en av Kooperativa Förbundets satsningar på stormarknader med lågpriskoncept under 1990-talet. Robin Hood ersatte andra större butikskoncept inom KF. 1997 köptes Norstedts förlag.

### Nordisk samverkan
KF, Fællesforeningen for Danmarks Brugsforeninger (FDP) och norska Coop NKL beslöt 1997 om strategisk samverkan. Den 1 januari 2002 bildade Kooperativa Förbundet dagligvarukoncernen Coop Norden i aktiebolagsform tillsammans med Fællesforeningen for Danmarks Brugsforeninger (FDP) och norska Coop NKL, där KF ägde 42 procent av aktierna. Coop Norden bildades i syfte att stärka den konsumentkooperativa detaljhandeln i Norden. Coop Nordens detaljhandelsverksamhet i Sverige drevs genom dotterbolaget Coop Dagligvaruhandel. Coop Norden upplöstes 2008 och det nordiska samarbetet består därefter främst av det gemensamma inköpsbolaget Coop Trading.
Coop Forum är den största butiktypen av Coops dagligvarubutiker och omfattar många av de stormarknader som tidigare hette Obs!, Robin Hood, B&W eller Prix. Innan namnändringen 2001 till Coop Forum hade KF 914 Konsum-butiker, 32 Obs! Stormarknader, 10 B&W Stormarknader, 16 Robin Hood och 33 Prix-varuhus.
2003 lämnade KF glashuset på Stadsgården i Stockholm och flyttade in i grannfastigheten. Coop Sverige flyttade samtidigt till Solna Business Park och Coop Norden till PUB-huset.

### Coop Sverige och nya butiksformat

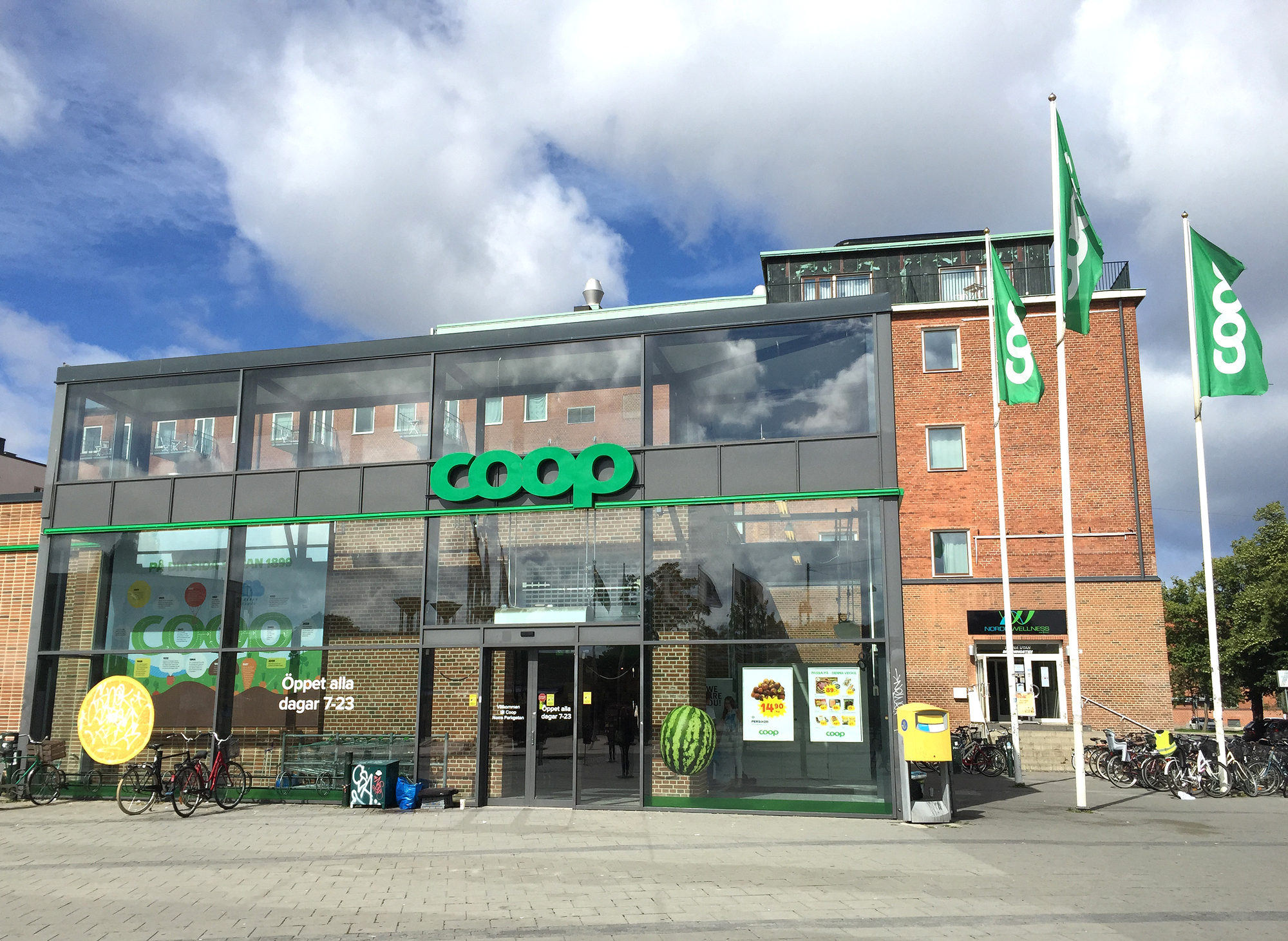
Coop vid Folkets park i Malmö med den nya skyltdesignen för Coop.

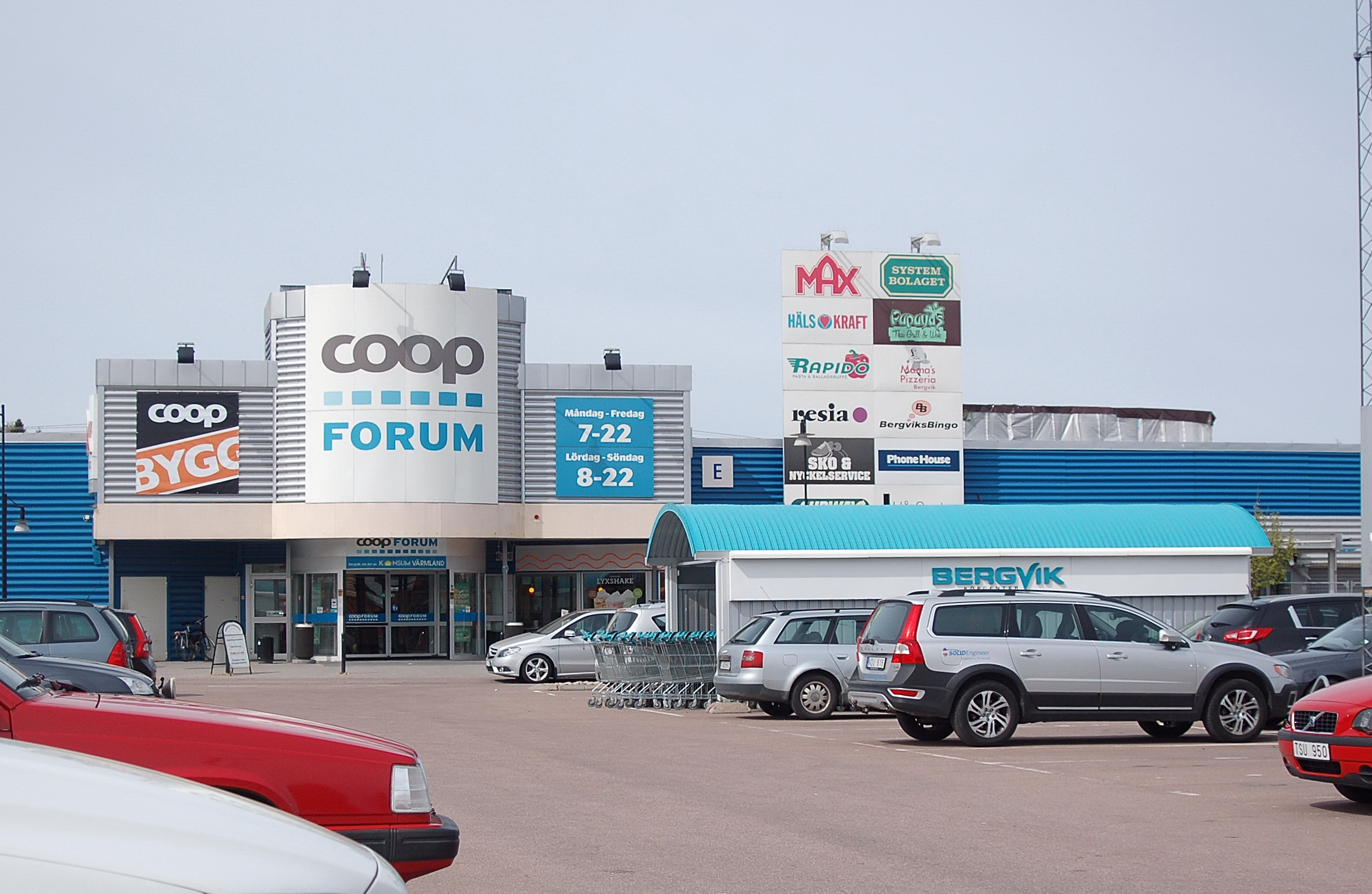
Coop Forum.

Nya Coop Sverige bildades 1 januari 2014. Nu ändrades också stadgarna så att ett direkt medlemskap i KF är möjligt, medlemmar behöver inte längre vara medlem i en konsumentförening. Coop Sverige bestod under 2014 av Coop Sverige AB, Coop Butiker & Stormarknader (Coop Nära, Coop Konsum, Coop Extra, Coop Forum och Coop Bygg), Coop Logistik, Coop Sverige Affärsstöd, Tranbodarna samt Grådö Mejeri. Under 2015 inleddes arbetet med att skylta om butikerna enligt den nya indelningen Lilla Coop, Coop och Stora Coop. Därmed slopades namnen Nära, Konsum, Extra och Forum. Den första butiken med namnet Stora Coop öppnade i Västberga i södra Stockholm den 10 september 2015.

## De sju kooperativa principerna
De kooperativa principerna är internationellt fastställda av Internationella kooperativa alliansen (ICA) sedan 1995 och antagna av Kooperativa Förbundet. Syftet är att omsätta värderingar till handling bland kooperationer världen runt. Principerna har bland annat använts som grund för moderna CSR-frågor.
- Medlemskap

Medlemskap ska vara frivilligt och oberoende av kön, sexuell läggning, social ställning, etnicitet eller religion. 
- Demokrati

Kooperativ styrs aktivt av sina medlemmar, som alla har lika rösträtt. Man väljer förtroendevalda för att representera sina medlemmar. 
- Ekonomiskt deltagande

Medlemmarna ska delta ekonomiskt med en viss insats till sin aktuella förening.   
- Självständighet

Kooperativa föreningar ska vara fristående och styras av medlemmarna. Om de exempelvis ingår avtal med andra organisationer, eller skaffar externt kapital, måste detta ske på ett sätt som säkrar demokratin och den kooperativa självständigheten. 
- Utbildning

Man ska erbjuda utbildning och praktik till sina medlemmar, förtroendevalda och medarbetare så att de kan bidra till verksamhetens utveckling.
- Samarbete

Föreningarna bör sträva efter samarbeten med andra kooperativa verksamheter över gränserna i syfte att förbättra medlemsnytta. 
- Samhällssyn

Kooperativ verksamhet ska ta hänsyn till det omgivande samhället, genom att arbeta för en hållbar utveckling enligt riktlinjer som godtagits av medlemmarna.

## Kontroverser

### Reklam för giftfri mat
2001 producerade KF en reklamfilm där ett par beställde mat vid ett bord för två på en mysig restaurang samt fick den serverad av en kypare. När maten var serverad återkom en man i skyddsutrustning och besprutade parets tallrikar med gift. Gästerna protesterade men fick veta att alla äter detta. Filmen avslutades med reklamkampanjens slogan "Garanterat obesprutat".
2002 förbjöds reklamfilmen av Marknadsdomstolen efter anklagelser från Sveriges Spannmålsodlare AB om misskreditering, men 2003 friade Stockholms tingsrätt KF från anklagelserna. År 2005 överklagade Sveriges Spannmålsodlare åter till Marknadsdomstolen om relaterade marknadsföringsinsatser, och vann delvis.